# Armillaria
Genere Armillaria (Fr.) Staude, Die Schwämme Mitteldeutschlands xxviii, 130 (1857).
Il genere Armillaria fu creato nel secolo scorso e includeva specie di funghi lamellati leucosporei provvisti di "armilla", anello molto vistoso e persistente, svasato e libero verso l'altro (residuo del velo parziale). Tali specie erano tuttavia disomogenee e pertanto furono tutte collocate in altri generi più rispondenti alle loro caratteristiche, con l'eccezione dell'Armillaria mellea, per la quale fu creato il nuovo genere Armillariella. Alcuni autori, tuttavia, preferiscono lasciare l'A. mellea nel genere Armillaria insieme all'Armillaria tabescens, che differisce dalla prima solo per l'assenza dell'anello.

## Descrizione del genere
Il genere include specie lignicole parassite e saprofite, con cappello asciutto, ricoperto di scaglie, lamelle da bianco a rosa, leggermente decorrenti, gambo con anello, sporata bianca o color crema, spore non amiloidi, ellissoidali, lisce, prive di poro germinativo.

## Specie di Armillaria
La specie tipo del genere è l'Armillaria mellea (Vahl) P. Kumm. (1871).
Altre specie appartenenti al genere sono:
| - Armillaria bella Atkinson in herb. - Armillaria borealis Markxm.& Korhonen - Armillaria caligata - Armillaria camerunensis (Henn.) Courtec. - Armillaria cepistipes Velanovsky - Armillaria cepistipes var. pseudobulbosa Marx.& Rom. - Armillaria cinnabarina (Fr.) Kauff. - Armillaria ectypa (Fr.) Herink - Armillaria gallica Marxm. & Romagn. - Armillaria haematites Berk. et Br. - Armillaria luteovirens (A. & S. : Fr.) Gill. | - Armillaria matsutake - Armillaria megalopoda Bres. - Armillaria mellea ARguto - Armillaria mucida - Armillaria nardosmia Ell. - Armillaria ostoyae (Romagn.) Herink - Armillaria piopparello (Viv.) - Armillaria ponderosa Pk. - Armillaria ramentacea (Bull.) Quel. - Armillaria sparrei (Sing.) Herink - Armillaria tabescens (Scop.) Emel. - Armillaria terracotta Romell in herb. - Armillaria vestita Romell in herb. |

## Commestibilità delle specie

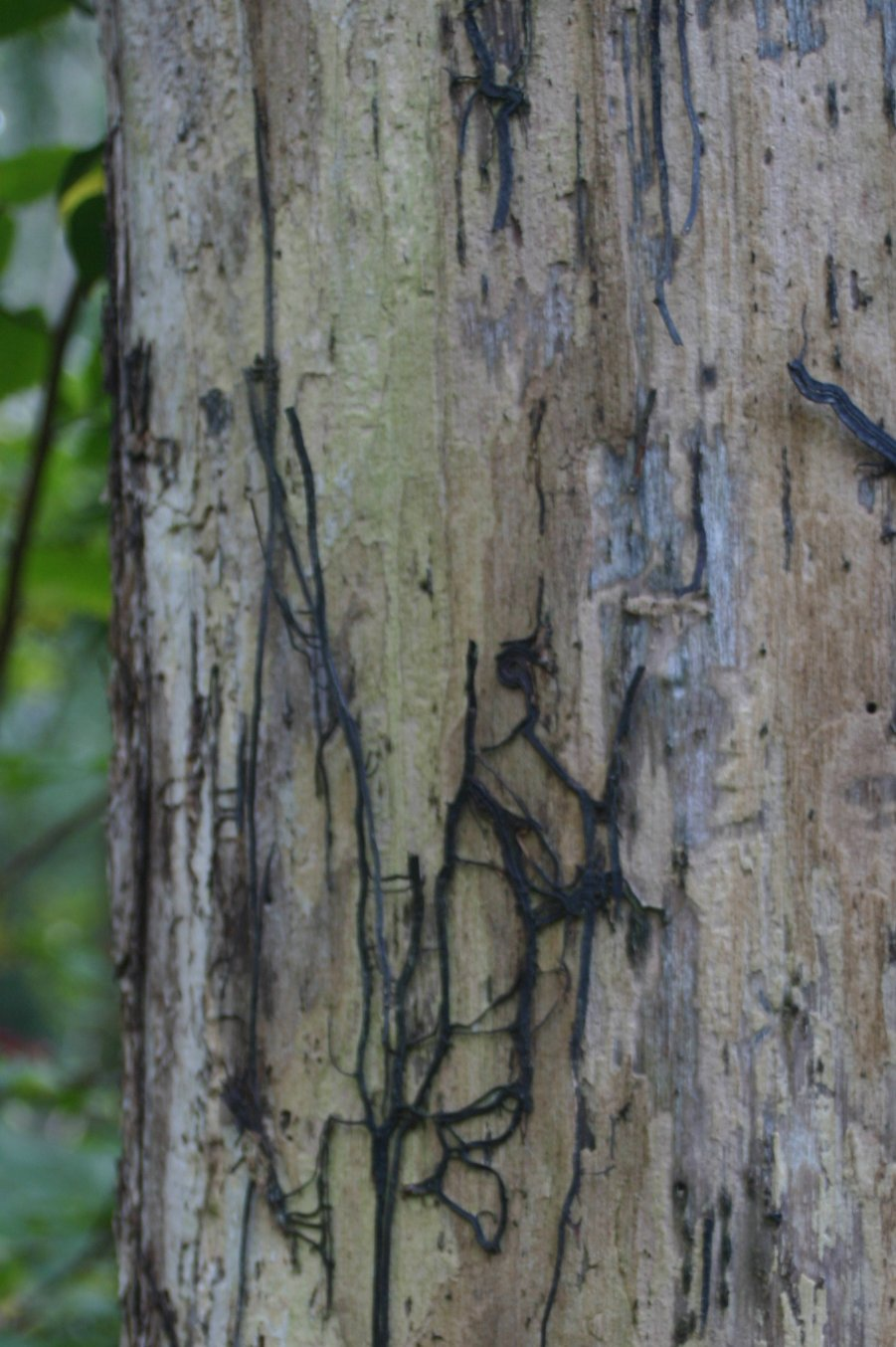
Rizomorfe di Armillaria

Quasi sempre ottima, con cautela (tutte le specie sono tossiche o velenose da crude)
Nota bene
A. mellea ha rivelato una certa tossicità anche dopo cottura se precedentemente sottoposta a congelamento.

## Etimologia
Il nome deriva sal latino armilla, braccialetto, armillaria, attinente ai braccialetti, per via del suo anello.

## Sinonimi
- Armillariella (P. A. Karsten) P. A. Karsten, Acta Soc. Fauna Fl. Fenn. 2: 4. 1881.
- Polymyces Battarra ex F. S. Earle, Bull. New York Bot. Gard. 5: 447. 8 Feb 1909.

## Galleria d'immagini

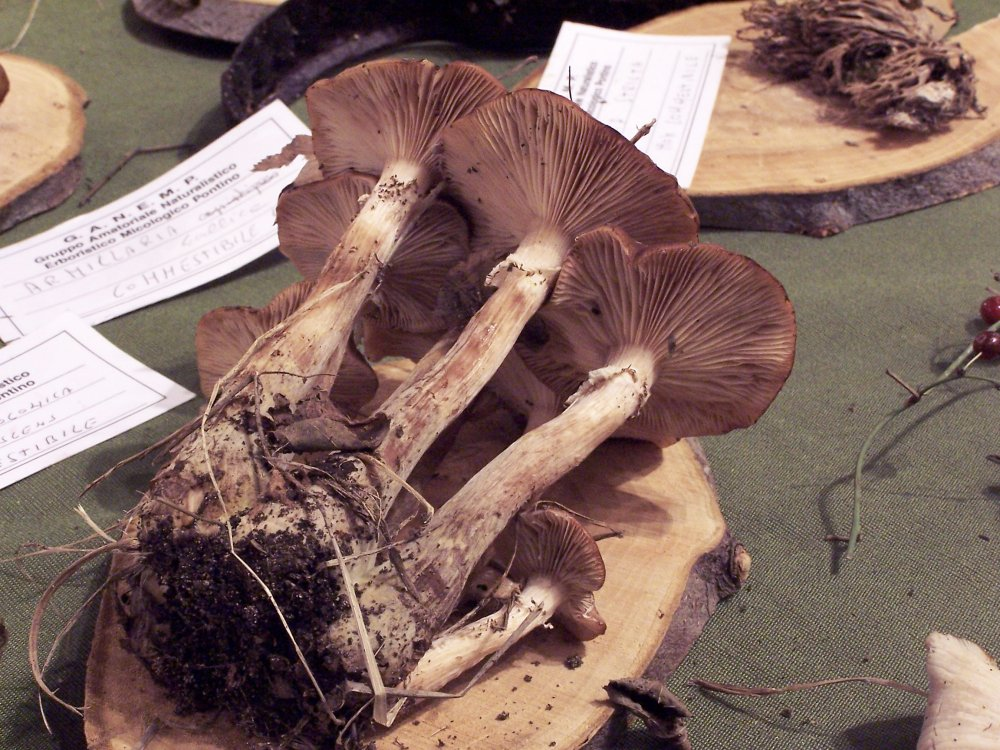
A. gallica
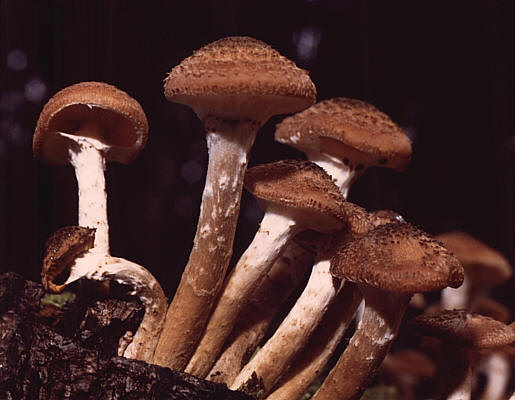
A. ostoyae
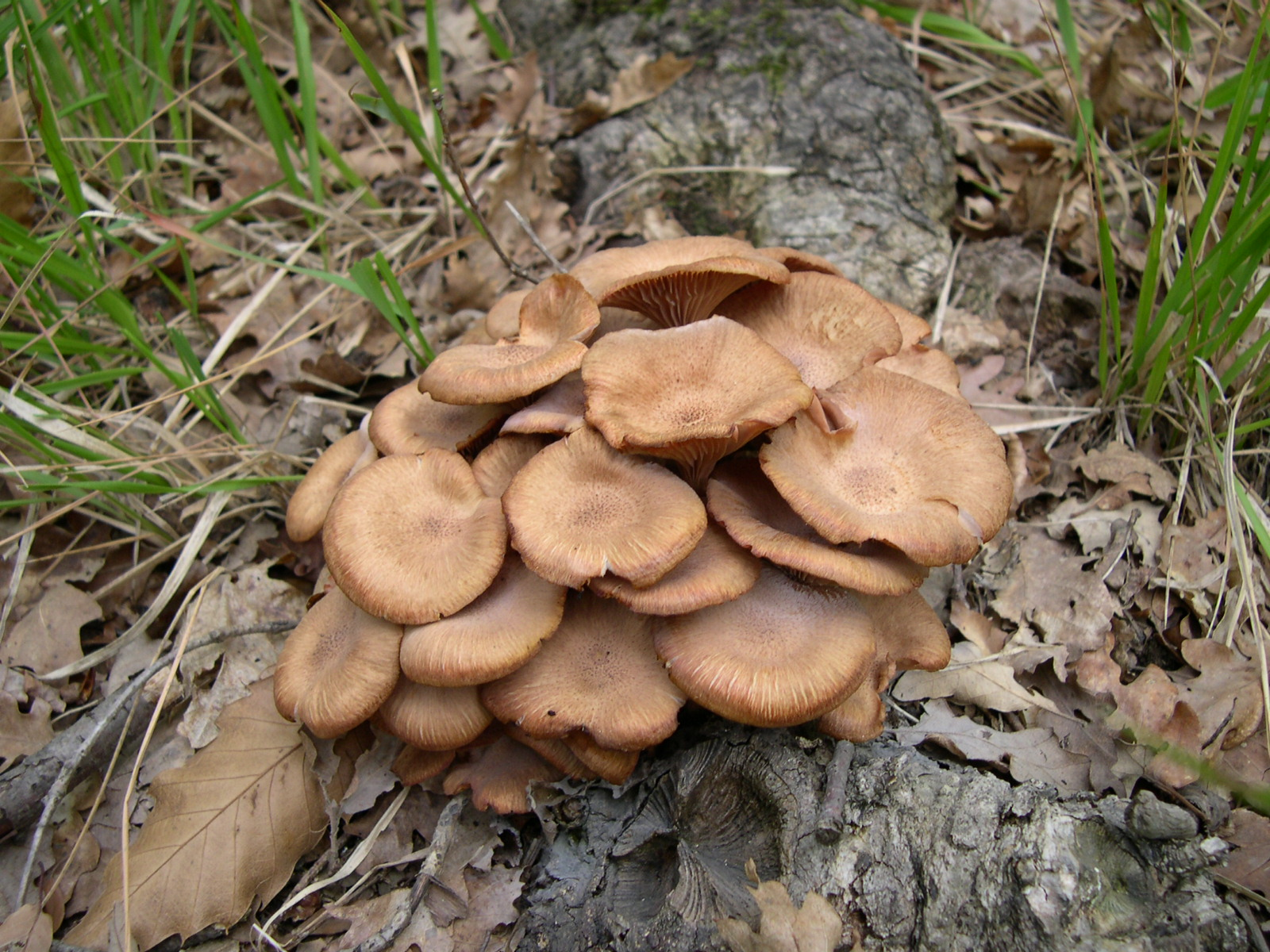
A. tabescens